# Turdus lherminieri
Turdus lherminieri е вид птица от семейство Turdidae. Видът е световно застрашен, със статут Уязвим.

## Разпространение
Видът е разпространен в Гваделупа, Доминика, Монсерат и Сейнт Лусия.